# بيتر موني (ممثل)
بيتر موني هو ممثل كندي، ولد في 19 أغسطس 1983 في وينيبيغ في كندا.

## أعمال

### مسلسلات
- كاميلوت

## وصلات خارجية
- بيتر موني على موقع IMDb (الإنجليزية)
- بيتر موني على موقع ألو سيني (الفرنسية)
- بيتر موني على موقع أول موفي (الإنجليزية)
- بيتر موني على موقع قاعدة بيانات الفيلم (الإنجليزية)
- بيتر موني على موقع كينوبويسك (الروسية)